# Mbarak Hussein
Mbarak Kipkorir Hussein (4 april 1956) is een Amerikaanse langeafstandsloper, die is gespecialiseerd in de marathon. Op 30 juni 2004 wijzigde hij zijn nationaliteit van Keniaans naar Amerikaans.
Hij nam verschillende keren deel aan de marathon van Honolulu. In 1998, 2001 en 2002 won hij deze wedstrijd en in 2003 en 2005 werd hij tweede en in 1999 en 2000 derde. In 2000 won hij de marathon van Seoel en in 2005 en 2006 won hij de Twin Cities Marathon. Beide overwinningen bij Twin Cities leverde hij bijna $ 80.000 aan prijzengeld. op.

## Persoonlijke records
| Onderdeel      | Prestatie | Datum             | Plaats       |
| -------------- | --------- | ----------------- | ------------ |
| 1 mijl         | 4.07,63   | 22 mei 1993       | New York     |
| halve marathon | 1:01.27   | 17 september 2000 | Philadelphia |
| marathon       | 2:08.10   | 14 maart 2004     | Seoel        |

## Palmares

### 3000 m
- 1995: 5e Tampere Games - 7.56,88
- 1995:  Keuruu Summer Games - 8.02,75
- 1995:  Lapinlahti Games - 7.56,84

### 5 km
- 1993:  Gardena 5000 - 13.51
- 1993:  Juan In a Million in Las Vegas - 13.30
- 1994:  Gardena - 13.42
- 1994:  Bastille Day in Chicago - 13.50
- 1994:  Juan In a Million in Las Vegas - 13.52
- 1999:  Stride for Pride in Albuquerque - 14.32
- 1999:  Sun Healthcare Duke City in Albuquerque - 14.34
- 2000:  Duke City in Albuquerque - 14.44
- 2000:  Albuquerque - 15.01
- 2001:  State Farm Stride For Pride in Albuquerque - 14.29
- 2001:  Duke City in Albuquerque - 14.49
- 2005:  Chips 'N Salsa in Albuquerque - 16.45
- 2006:  Albuquerque Run for the Zoo - 15.34

### 10 km
- 1993:  Arturo Barrios Invitational in Chula Vista - 28.44
- 1993:  New Times Phoenix - 29.03
- 1994:  George Sheehan Classic in Red Bank - 29.13
- 1994: 4e Richard S Caligiuri City of Pittsburgh Great Race - 27.58
- 1994:  Arturo Barrios Invitational in Chula Vista - 28.15
- 1994:  Corrida de Campeones in East Los Angeles - 28.46
- 1999:  Credicorp in Lima - 27.46
- 2006:  Albuquerque Run for the Zoo - 30.31
- 2007:  Heritage Oaks Bank- Veterans in Paso Robles - 29.54
- 2011:  Dexter-Ann Arbor - 31.30

### 15 km
- 1994:  Tulsa Run - 42.55
- 2010: 13e Utica Boilermaker - 45.56

### 10 Eng. mijl
- 1997:  Woking - 47.56

### halve marathon
- 1998:  halve marathon van Albuquerque - 1:07.32
- 1999: 4e halve marathon van Coban - 1:06.17
- 1999:  halve marathon van San Diego - 1:03.24
- 2000: 4e halve marathon van San Diego - 1:04.09
- 2000:  halve marathon van Philadelphia - 1:01.27
- 2001: 5e halve marathon van Zapopan - 1:05.29
- 2001:  halve marathon van Monterrey - 1:02.30
- 2001:  halve marathon van San Diego - 1:04.30
- 2001:  halve marathon van Long Beach - 1:05.02
- 2002:  halve marathon van San Diego - 1:03.00
- 2003:  halve marathon van Maracaibo - 1:03.17
- 2004:  halve marathon van Abuquerque - 1:11.13
- 2007:  halve marathon van Incheon - 1:05.06
- 2012:  halve marathon van Melbourne - 1:09.37
- 2013:  halve marathon van Albuquerque - 1:09.48
- 2014:  halve marathon van Albuquerque - 1:10.41

### 25 km
- 2005: 5e Grand Rapids - 1:17.12
- 2006:  Grand Rapids - 1:16.53

### marathon
- 1987: 25e marathon van Honolulu - 2:41.54
- 1993: 4e marathon van Honolulu - 2:14.27
- 1994: 5e marathon van Honolulu - 2:18.34
- 1995:  marathon van Belgrado - 2:15.36
- 1996:  marathon van Belgrado - 2:14.32
- 1996: 6e marathon van Sao Paulo - 2:16.53
- 1996:  marathon van Dublin - 2:18.48
- 1996:  marathon van Lissabon - 2:16.13
- 1997:  marathon van Barcelona - 2:15.26
- 1997: 5e marathon van Honolulu - 2:15.33
- 1998:  marathon van Hongkong - 2:13.52
- 1998:  marathon van Honolulu - 2:14.53
- 1999:  marathon van Hongkong - 2:17.03
- 1999:  marathon van San Diego - 2:10.45
- 1999:  marathon van Honolulu - 2:16.55
- 2000: 7e marathon van San Diego - 2:16.58
- 2000:  marathon van Honolulu - 2:15.38
- 2001: 5e marathon van Boston - 2:12.01
- 2001:  marathon van Honolulu - 2:15.09
- 2002: 4e marathon van Boston - 2:09.45
- 2002:  marathon van Seoel - 2:09.46
- 2002:  marathon van Honolulu - 2:12.29
- 2003: 4e marathon van Seoel - 2:09.57
- 2003:  marathon van Honolulu - 2:15.01
- 2004:  marathon van Seoel - 2:08.10
- 2004:  marathon van Seoel - 2:09.55
- 2004:  marathon van Honolulu - 2:14.00
- 2005: 9e marathon van Seoel - 2:18.33
- 2005:  marathon van Saint Paul - 2:18.28
- 2005:  marathon van Honolulu - 2:15.06
- 2006: 7e marathon van Seoel - 2:12.53
- 2006:  marathon van Saint Paul - 2:13.52
- 2007:  WK - 2:23.04
- 2010: 7e marathon van Saint Paul - 2:16.58
- 2010: 6e marathon van Honolulu - 2:22.37
- 2013: 30e marathon van Duluth - 2:24.58
- 2013: 18e marathon van Saint Paul - 2:20.21
- 2014: 14e marathon van Saint Paul - 2:22.27